# 88.º Regimiento Antiaéreo (o)
El 88.º Regimiento Antiaéreo (o) (Flak-Regiment. 88 (o)) fue una unidad de la Luftwaffe durante la Segunda Guerra Mundial.

## Historia
Fue formado en octubre de 1943 en Wiener-Neustadt. Disuelto el 1 de diciembre de 1944

## Comandantes
- Teniente coronel Ulrich Nicolai – (20 de noviembre de 1943 – 20 de septiembre de 1944)
- Teniente coronel Georg König – (21 de septiembre de 1944 – 14 de enero de 1945)
- Mayor Franz-Adolf Gerecht – (15 de enero de 1945 – abril de 1945)

## Servicios
- octubre de 1943 – junio de 1944: en Wiener-Neustadt como Grupo Antiaéreo Wiener-Neustadt.
- junio de 1944 – abril de 1945: en Brüx como Grupo Antiaéreo Brüx.
- 1 de noviembre de 1943: bajo la 16.ª Brigada Antiaérea, con s.336 (v), s.290 (v), s. 4./837 (v), s.Bttr.zbV 6392 (v), s.Bttr.zbV 6394 (v), s.Bttr.zbV 6395 (v), s.Bttr.zbV 6396 (v), le.Bttr.zbV 7386 (v), le.Bttr.zbV 7387 (v), s.543 (E) y Ausw.Zug 257 (o).
- 1 de enero de 1944: bajo la 24.ª División Antiaérea, con s.290 (v), s.336 (v), le. 4./837 (v), s.543 (E), s.Flak-Bttr.zbV 6392, 6394 - 6396 y le.Flak-Bttr.zbV 7386, 7387.
- 1 de febrero de 1944: bajo la 24.ª División Antiaérea, con s.290 (o), le. 4./837 (v), s.543 (E) y le.Flak-Bttr.zbV 7386, 7387.
- 1 de marzo de 1944: bajo la 24.ª División Antiaérea, con s.543 (E), s.284 (o), s.290 (o), s. 6./532 (o), s. 7./533 (o), le. 4./837 (o), s.Flak-Bttr.zbV 6410, 6413 y le.Flak-Bttr.zbV 7386, 7387.
- 1 de abril de 1944: bajo la 24.ª División Antiaérea, con s. 1., 4./145 (E), s. 3./423 (E), s.543 (E), s.284 (o), s.290 (o), s. 6./532 (o), s. 7./533 (o), le. 4./837 (o), s.Flak-Bttr.zbV 6410, 6413, le.Flak-Bttr.zbV 7386, 7387, le.Alarm-Flak-Bttr. 5./XVII, s.Alarm-Flak-Bttr. 308./XVII, 3 le.Heimat-Flak-Bttr. (1./XVII, 7./XVII, 26./XVII) y s.Heimat-Flak-Bttr. 201./XVII.
- 1 de mayo de 1944: bajo la 24.ª División Antiaérea, con s. 4./145 (E), s.284 (o), s.290 (o), s. 6./532 (o), s. 7./533 (o), s.696 (o), le. 4./837 (o), s.Flak-Bttr.zbV 6410, 6413, le.Flak-Bttr.zbV 7386, 7387, le.Alarm-Flak-Bttr. 5./XVII, s.Alarm-Flak-Bttr. 308./XVII, 3 le.Heimat-Flak-Bttr. (1./XVII, 7./XVII, 26./XVII) y 2 s.Heimat-Flak-Bttr. (201./XVII, 225./XVII).
- 1 de junio de 1944: bajo la 24.ª División Antiaérea, con s. 2./423 (E), s. 1.-3./145 (E), s. 1.-4./284 (o), s. 1.-9./290 (o), s. 6./532 (o), s. 7./533 (o), s. 1.-2./696 (o), le. 4./837 (o), le.Alarm-Flak-Bttr. 5./XVII, s.Alarm-Flak-Bttr. 308./XVII, 3 le.Heimat-Flak-Bttr. (1./XVII, 7./XVII, 26./XVII) y 5 s.Heimat-Flak-Bttr. (201./XVII, 202./XVII, 204./XVII, 212./XVII, 225./XVII)
- 1 de julio de 1944: bajo la 7.ª Brigada Antiaérea, con s. 1.-9./290 (o), s. 6./532 (o), s. 1.-2./313 (o), s. 1.-2./279 (E), s. 1./241 (o), s. 1.-4./405 (v), Sw. 1.-4./189 (o), Sw. 1.-4./810 (o), Sw. 1./509 (v), le.Alarm-Flak-Bttr. 5./XVII, 3 le.Heimat-Flak-Bttr. (1./XVII, 7./XVII, 26./XVII), 5 s.Heimat-Flak-Bttr. (201./XVII, 202./XVII, 204./XVII, 212./XVII, 225./XVII) y s.Flak-Bttr.zbV 6216 - 6218, 6258.
- 1 de agosto de 1944: bajo la 7.ª Brigada Antiaérea, con 1./s.241 (o), 1.-2./s.279 (E), 1/s.290 (o), 1.-2./s.313 (o), 1.-4./s.351 (o), 1.-4./s.405 (v), 6./s.532 (o), 1.-4./gem.656 (o), 1.-2./s.696 (o), 1., 3./le.746 (o), 1.-2./s.905 (o), s.Flak-Bttr.zbV 6216 - 6218, 6258, 10928, 10929, le.Heimat-Flak-Bttr. 56./IV y 2 s.Heimat-Flak-Bttr. (232./IV, 235./IV).
- 1 de septiembre de 1944: bajo la 7.ª Brigada Antiaérea, con Stab/gem.282 (o) con 3 baterías (1., 3.-4./gem.282 (o)); Stab/s.336 (v) con 4 baterías (1.-4./s.336 (v)); Stab/s.342 (v) con 4 baterías (1.-4./s.342 (v)); Stab/s.351 (o) con 7 baterías (1.-4./s.351 (o), s.Flak-Bttr.zbV 10911, 10912, 10930); Stab/s.405 (o) con 15 baterías (1.-4./s.405 (o), 1./s.279 (E), 2./gem.656 (o), s.Flak-Bttr.zbV 6216, 6218, 6258, 10928, 10929, 10931, 10937, s.Heimat-Flak-Bttr. 232./IV y 235./IV); Stab/gem.656 (o) con 5 baterías (4./gem.656 (o), 1./s.290 (o), 1.-2./s.696 (o), 3./le.746 (o)); Stab/s.905 (o) con 12 baterías (1.-2./s.905 (o), 1./s.241 (o), 2.-3./s.279 (E), 1.-2./s.313 (o), 6./s.532 (o), 1., 3./gem.656 (o), s.Flak-Bttr.zbV 6217 and 6428).
- 1 de octubre de 1944: bajo la 7.ª Brigada Antiaérea, con s.279 (E); Stab/s.313 (o); Stab/s.336 (v) con 2., 4./s.336 (v), 1./s.241 (o), 6./s.532 (o), 1., 3./gem.656 (v), s.Flak-Bttr.zbV 6217, 6428, 10934 - 10936, 10938; Stab/s.351 (o) con 1.-4./s.351 (o), 1.-2./s.313 (o), 1., 3./s.336 (o), 1./s.905 (o), s.Flak-Bttr.zbV 10930, 10932, 10933; Stab/s.405 (v) con 1.-4./s.405 (v), 2./gem.656 (o), s.Flak-Bttr.zbV 6216, 6258, 10928, 10929, 10931, s.Heimat-Flak-Bttr. 232./IV, 235./IV; Stab/gem.656 (o) con 4./gem.656 (o), 1./s.290 (o), 1.-2./s.696 (o), 3./le.746 (o), 2./s.905 (o); Stab/s.905 (o).
- 1 de noviembre de 1944: bajo la 4.ª Brigada Antiaérea, con s.279 (E); Stab/s.336 (v) con 2., 4./s.336 (v), 1./s.241 (o), 6./s.532 (o), 1., 3./gem.656 (v), s.Flak-Bttr.zbV 6428, 10934 - 10936, 10938; Stab/s.351 (o) con 1.-4./s.351 (o), 1.-2./s.313 (o), 1., 3./s.336 (v), 6./gem.656 (o), 1./s.905 (o), s.Flak-Bttr.zbV 10930, 10932, 10933; Stab/s.405 (v) con 1.-4./s.405 (v), 2., 5./gem.656 (o), 8./s.692 (o), 7./s.693 (o), s.Flak-Bttr.zbV 1709, 1714, 1715, 10953, 10928, 10929, 10931; Stab/gem.656 (o) con 4./gem.656 (o), 1./s.290 (o), 1.-2./s.696 (o), 2./s.905 (o).
- 1 de diciembre de 1944: bajo la 4.ª Brigada Antiaérea, con Stab/s.153 (o); s.279 (E); Stab/s.336 (v) con 2., 4./s.336 (v), 7.-9./s.153 (o); 1., 3., 5./gem.656 (o), 6./s.532 (o), s.Flak-Bttr.zbV 10938; Stab/s.351 (o) con 1.-4./s.351 (o), 3., 5.-6./s.153 (o), 1.-2./s.313 (o), 1., 3./s.336 (v), 6./gem.656 (o), 1./s.905 (o), 1./s.241 (o); Stab/s.405 (v) con 1.-4./s.405 (v), 1., 2., 4./s.153 (o), 2./gem.656 (o), 8./s.692 (o), 7./s.693 (o), s.Flak-Bttr.zbV 1709, 10953, 10954; Stab/gem.656 (o) con 4./gem.656 (o), 2./s.905 (o), 1./s.290 (o), 1.-2./s.696 (o).